# Novo Laredo
Novo Laredo (Nuevo Laredo em castelhano) é uma cidade do estado de Tamaulipas, no México. Localiza-se nas margens do rio Grande, na fronteira com o Texas. A sua aglomeração urbana, que inclui a cidade de Laredo, no Texas, tem cerca de 548 mil habitantes. Foi fundada em 1755 pelos espanhóis e fez parte da cidade de Laredo até 1848.